# Parallelia euryleuca
Parallelia euryleuca är en fjärilsart som beskrevs av Louis Beethoven Prout 1919. Parallelia euryleuca ingår i släktet Parallelia och familjen nattflyn. Inga underarter finns listade i Catalogue of Life.